# Omjer
Omjer je matematički izraz oblika a:b (čitaj: a prema b, a naprama b), b ≠ 0, gdje su a i b racionalni.
Omjer se može zapisati i u obliku razlomka:
{\displaystyle a:b={\frac {a}{b}},b\neq 0}
U produženom omjeru vrijedi:
{\displaystyle a_{1}:a_{2}:...:a_{n}=b_{1}:b_{2}:...:b_{n}\iff a_{1}:b_{1}=a_{2}:b_{2}=...=a_{n}:b_{n}}
Jednakost omjera zovemo proporcija.

## Pojednostavljanje omjera
Omjer pojednostavljujemo tako da ga prikažemo u obliku razlomka te ga skratimo:
{\displaystyle 6x:9x^{2}={\frac {6x}{9x^{2}}}={\frac {2\cdot {\cancel {3x}}}{3x\cdot {\cancel {3x}}}}={\frac {2}{3x}}=2:3x}

## Mjerne jedinice
U omjerima izostavljamo mjerne jedinice jer se prilikom pojednostavljanja omjera oni krate. Na primjer, odredimo u kojem se omjeru odnose 2 cm prema 3 cm:
{\displaystyle 2cm:3cm={\frac {2cm}{3cm}}={\frac {2\;{\cancel {cm}}}{3\;{\cancel {cm}}}}={\frac {2}{3}}=2:3}